# Antony Beaujon (bestuurder)
Antony Beaujon (ook Anthony; Sint Eustatius, ca. 1763 – Stabroek, Demerary, 17 oktober 1805) was een Nederlands en Brits bestuurder van Demerary van mei 1795 tot 5 juli 1802, en van Demerary en Essequebo van 13 augustus 1804 tot zijn overlijden.

## Biografie
Beaujon was in Sint Eustatius geboren in een familie van handelaren. In de jaren 1790 was hij lid van de Raad van Politie van de Nederlandse koloniën Demerary en Essequebo, en diende als secretaris.
Op 18 januari 1795 ontvluchtte stadhouder Willem V de Republiek der Nederlanden. Aan hem werd asiel verleend in Groot-Brittannië. Tijdens zijn ballingschap schreef Willem V de brieven van Kew aan de koloniale gouverneurs waarin hij hen verzocht de kant van de Groot-Brittannië te kiezen. Op 23 april werd de geheime brief door Willem August Sirtema baron van Grovestins, de Directeur-generaal van Demarary, besproken met de Raad van Politie, maar er waren meer patriotten dan orangisten, en de koloniën bleven bij de Bataafse Republiek.
Op 4 mei 1795 kwam HMS Zebra aan in de haven van Stabroek (nu: Georgetown), en bood Britse bescherming tegen een mogelijke Franse aanval. De Raad van Politie beantwoordde dat ze het aanbod niet konden aannemen. Gouverneur Sirtema van Grovestins ging aan boord van de HMS Zebra, en ze vaarde op 6 mei weg. Beaujon werd benoemd tot waarnemend Directeur-generaal van Demarary. Op 20 april 1796 verscheen de Britse vloot, en op 22 april volgde de geweldloze overgave van de koloniën aan admiraal George Brydges Rodney. Alle wetten en regels konden hetzelfde blijven, de burgers waren gelijkwaardig aan Britse burgers, en bestuurders die een eed aflegden aan George III konden in dienst blijven. Beaujon legde een eed af, en bleef in functie. Zijn titel werd veranderd naar Commandeur van Demerary.
Demerary vaarde voorspoedig onder het Britse gezag, de export nam substantieel toe, en het aantal slaven verdubbelde. Tijdens de Vrede van Amiens werd besloten dat de koloniën moesten worden teruggegeven aan de Bataafse Republiek. Op 5 juli 1802 werd Beaujon ontslagen, en gesommeerd naar de Bataafse Republiek terug te keren. Hij verwachtte een vijandige ontvangst, en ging daarom naar Engeland.
Op 18 mei 1803 brak oorlog uit tussen Groot-Brittannië en Frankrijk, en op 17 september verscheen de Britse vloot in Demarary. De volgende dag capituleerde de kolonie. Luitenant-kolonel Robert Nicholson werd aangesteld als waarnemend gouverneur. Op 13 augustus 1804 was Beaujon teruggekeerd in Demarary, en werd geïnstalleerd als Luitenant-gouverneur van Demerary en Essequebo.
Op 17 oktober 1805 overleed Beajon in Stabroek op 42-jarige leeftijd.